# José-Karl Pierre-Fanfan
José-Karl Pierre-Fanfan (Saint-Pol-sur-Mer, 26 luglio 1975) è un ex calciatore francese, di ruolo difensore.

## Biografia
I suoi genitori erano originari di Martinica, ha una sorella e un fratello. Il padre lavora presso un'azienda belga e la madre è un'infermiera nell'ospedale di Dunkerque. Vive con Vanessa e ha due figli: Marcus (nato nel 1998) e Némo (nato nel 2002).

## Carriera
Dopo aver giocato per diversi anni in seconda divisione con la maglia del Dunkerque,, nel 1997 si trasferisce al Lens. Alla sua prima stagione vince il titolo francese e alla seconda ottiene un successo in coppa di lega. Nel marzo del 1998 subisce la doppia frattura di tibia e perone Nel 2001 il Monaco ottiene le prestazioni di Pierre-Fanfan e con i monegaschi vince la coppa di lega nel 2003. Nella stagione 2003-2004 viene ceduto in prestito al psg che convinto dalla sue prestazioni lo acquista definitivamente per la stagione successiva, anno in cui diviene capitano della squadra. Nel 2005 vive un'esperienza in Scozia, ai Rangers, prima di volare verso il Qatar, dove chiude la carriera nel 2009 con la maglia dell'Al-Sailiya.
Vanta 168 partite e 7 reti in Ligue 1 e 17 incontri in Europa.

## Nazionale
Con la selezione martinicana gioca dal 1998 al 2009 scendendo in campo in 72 occasioni, e siglando 5 gol.

## Dopo il ritiro
Diviene consulente di Canal+ nell'agosto del 2009 e nel 2011 diviene un delegato del National Union of Professional Footballers (UNFP) per le società calcistiche del nord della Francia e della Normandia.

## Palmarès

### Club

#### Competizioni nazionali
- Campionato francese: 1

Lens: 1997-1998
- Coupe de la Ligue: 2

Lens: 1998-1999
Monaco: 2002-2003